# Tuoni
Tuoni – w mitologii fińskiej bóg podziemi, gospodarz Tuoneli, Krainy Śmierci, którą władał razem ze swą żoną Tuonetar.
Jego imię jest także nazwą rzeki umarłych.